# ماركوس كول (كاتب أغاني)
ماركوس كول (بالإنجليزية: Marcus Cole)‏ هو كاتب أغاني أمريكي، ولد في 9 نوفمبر 1971 في ساغيناو في الولايات المتحدة.